# Kawama (Kabwe)
Kawama è un ward dello Zambia, parte della Provincia Centrale e del Distretto di Kabwe.